# Atheta parapicipennis
Atheta parapicipennis är en skalbaggsart som beskrevs av Lars Zakarias Brundin 1954. Atheta parapicipennis ingår i släktet Atheta, och familjen kortvingar. Arten är reproducerande i Sverige.